# Бродвей (Вірджинія)
Бродвей (англ. Broadway) — місто (англ. town) в США, в окрузі Рокінгем штату Вірджинія. Населення — 4170 осіб (2020).

## Географія
Бродвей розташований за координатами 38°36′31″ пн. ш. 78°48′5″ зх. д. / 38.60861° пн. ш. 78.80139° зх. д. (38.608485, -78.801366).  За даними Бюро перепису населення США в 2010 році місто мало площу 6,15 км², з яких 6,09 км² — суходіл та 0,06 км² — водойми.

## Демографія
Згідно з переписом 2010 року, у місті мешкала 3691 особа в 1470 домогосподарствах у складі 1024 родин. Густота населення становила 600 осіб/км².  Було 1560 помешкань (254/км²).
Расовий склад населення:
| - 92,8 % — білих - 1,0 % — чорних або афроамериканців - 0,7 % — азіатів - 0,6 % — корінних американців - 3,2 % — осіб інших рас |

До двох чи більше рас належало 1,8 %. Частка іспаномовних становила 6,4 % від усіх жителів.
За віковим діапазоном населення розподілялося таким чином: 26,6 % — особи молодші 18 років, 60,6 % — особи у віці 18—64 років, 12,8 % — особи у віці 65 років та старші. Медіана віку мешканця становила 34,9 року. На 100 осіб жіночої статі у місті припадало 89,7 чоловіків;  на 100 жінок у віці від 18 років та старших — 84,7 чоловіків також старших 18 років.
Середній дохід на одне домашнє господарство  становив 54 739 доларів США (медіана — 48 926), а середній дохід на одну сім'ю — 63 836 доларів (медіана — 52 566). Медіана доходів становила 46 000 доларів для чоловіків та 27 269 доларів для жінок. За межею бідності перебувало 8,6 % осіб, у тому числі 4,2 % дітей у віці до 18 років та 5,2 % осіб у віці 65 років та старших.
Цивільне працевлаштоване населення становило 1912 особи. Основні галузі зайнятості: освіта, охорона здоров'я та соціальна допомога — 27,2 %, роздрібна торгівля — 15,1 %, мистецтво, розваги та відпочинок — 15,0 %.